# Мартін Гулескі
Мартін Гулескі  (Dr. Martin Guleski) (1945) — македонський дипломат. Надзвичайний і Повноважний Посол Північної Македонії в Україні.

## Біографія
Народився у 1945 р. в м. Струмиця. Закінчив факультет архітектури Львівський державний політехнічний університет, архітектурний факультет. Доктор архітектури. Володіє російською, українською та англійською мовами.
Працював інженером-проектувальником, заступником декана факультету архітектури у м. Скоп'є.
Член Асоціації архітекторів Македонії.
З 2003 по 2008 — Надзвичайний і Повноважний Посол Північної Македонії в Україні.